# Annette Krebs

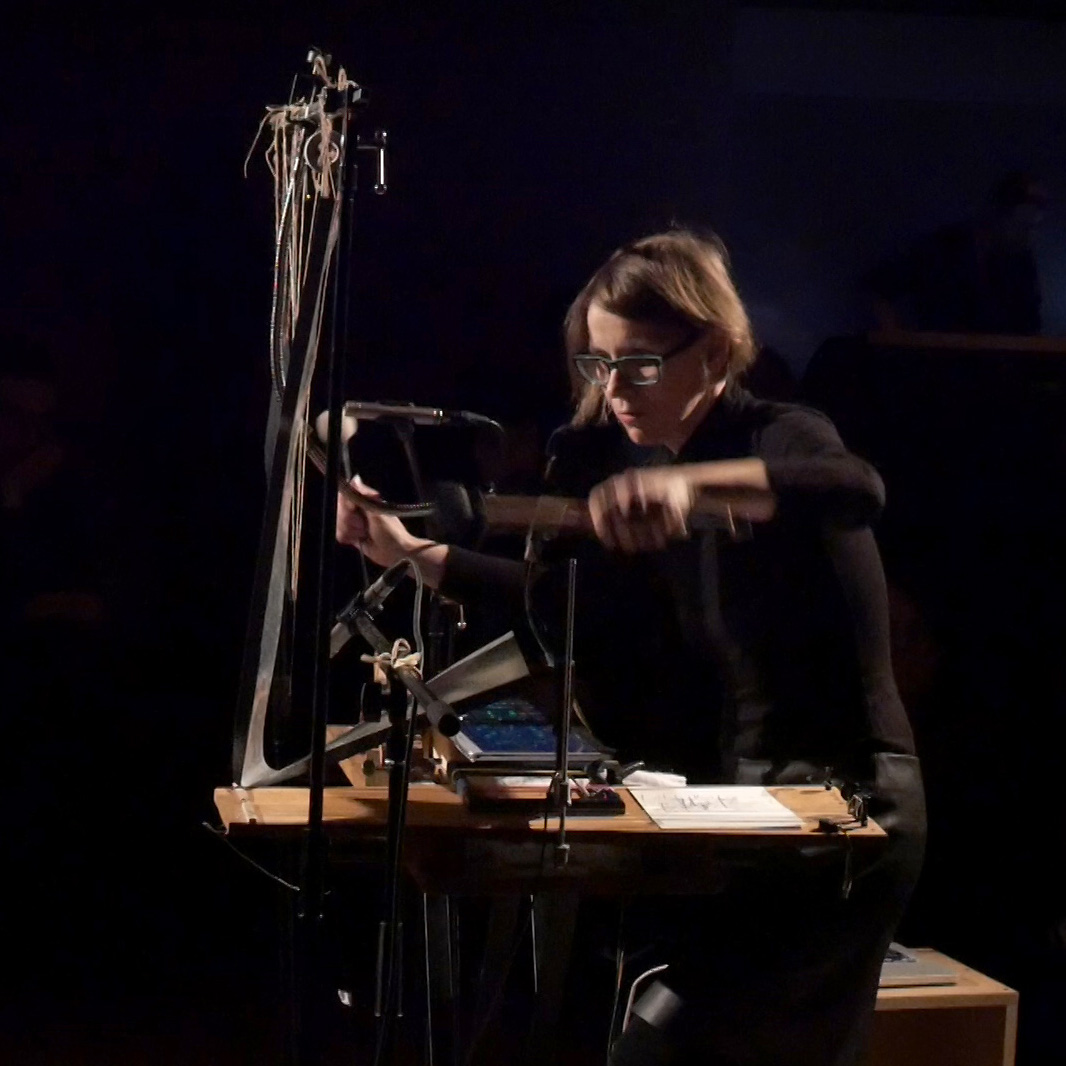
Annette Krebs

Annette Krebs (* 1967 im Saarland) ist eine deutsche Musikerin, Klangkünstlerin und Komponistin.

## Leben
Annette Krebs studierte Musik an der Hochschule für Musik und darstellende Kunst in Frankfurt am Main und lebt seit 1993 in Berlin. Während ihres klassischen Musikstudiums begann sie damit, eigene Solokompositionen mit einem 4-Spur-Recorder und präparierten Instrumenten zu entwickeln. Auch ihre Tätigkeit als Künstlerin in der freien Malerei beeinflusste ihre Musik. Um neue Klänge und Solokompositionen zu realisieren, entwickelt sie seit 2013 instrumentale elektro-akustische Skulpturen, Konstruktionen, innerhalb derer Klänge und Geräusche live-elektronisch transformiert werden.
Vor der Entwicklung der Serie Konstruktion verwendete und erforschte sie die elektroakustische Gitarre in Verbindung mit Zuspieltapes, Lautsprechern und Präparationen als Kompositionsgrundlage und Instrument. In Kollaboration u. a. mit Andrea Neumann, Robin Hayward, Alessandro Bosetti, Burkhard Beins, Axel Dörner, Ana Maria Rodriguez, Jean-Luc Guionnet, Annegret Bleisteiner, Andrea Ermke, David Dove und Musikern der japanischen Onkyo Szene erarbeitete sie Musik an der Schnittstelle zwischen Improvisation und Komposition. Töne, Geräusche und zugespielte Klänge wurden dabei als gleichberechtigtes musikalisches Material ineinander verwoben und collagiert. Mit Liz Allbee und Sven-Åke Johansson entstand das Album Frost(2017). 
Ihre aktuellen Projekte umfassen Soli für Objekte, Computer und multiple Lautsprecheranordnungen (Konstruktionen), audiovisuelle Kollaborationen, Kompositionen und Improvisationen unter anderem mit Steffi Weismann, Jean-Luc Guionnet und Annegret Bleisteiner.

## Werke (Auswahl)
- Konstruktion#4 Live-Skulptur aus Blechen, Saiten, Objekten, Mikrofonen, Computer und 2 Lautsprechern (2018)
- Konstruktion#3 Solo für acht live bespielte Lautsprecher (2017)
- Konstruktion#2 Tro / Konstruktion#2 Karkk (2016)
- Konstruktion#1 Solo für Bleche, Saiten, Stimme, Objekte, Samples, Computer und 2 Lautsprecher (2014–15)
- Sah drei Audioporträts für Objekte und Computer (2016/17)
- Kaltes Glühen für Konstruktion#4 und Live-Video mit Steffi Weismann (2019)
- Gehß für Saiten, LEDs, Objekte, Stimme und Live-Elektronik mit Osvaldo Budón und Tomomi Adachi
- Konzert für 6 Lautsprecher (2011)
- Untitled VIII für das Ensemble Maulwerker (3 Performer, 4 Lautsprecher und live Elektronik, 2010)
- Untitled VII für das Ensemble Femmes Savantes (Stimme, Viola, 3 Lautsprecher und live Elektronik, 2010)
- Untitled IV für präparierte E-Gitarre, Objekte und 2 Lautsprecher (2008)
- Untitled III für präparierte Gitarre, Objekte und 2 Lautsprecher (2007)
- Ohne Titel für das Ensemble Zeitkratzer (2011)

## Konzerte (Auswahl)
Akademie der Künste Berlin, Festival Heroines of Sound, Berlin, Klangwerkstatt Berlin,
Donaueschinger Musiktage, Ostrava Days, Norwegian center for technology in music and the arts NOTAM, Festival Vancouver New Music, LMC Festival London, Biegungen im Ausland, Berlin, Goethe-Institut Mexiko-Stadt

## Essays, Presse und Rundfunk
- Essay zu Echtzeit in echtzeitmusik berlin selbstbestimmung einer szene / self-defining a scene, Wolke Verlag 2011, Seite 163–164
- Essay über den Vortrag Hiermit trete ich aus der Neuen Musik aus, Darmstädter Ferienkurse 2012 in Nutida Musik, issue1, Januar 2013
- Essay über das kreative Potential des Fehlers, Positionen - Texte zur aktuellen Musik 2009, Heft 79
- Gespräch: Echtzeitmusik – Alte Fragen neu: Form und Inhalt. Ein Gespräch von Gisela Nauck mit Anette Krebs, Andrea Neumann, Serge Baghdassarians, Burkhard Beins und Axel Dörner, in: Positionen. Beiträge zur neuen Musik, 62, 2005
- Porträt: his Voice (CZ) Januar 2008, Seite 38/39
- Dem Nichts eine Stimme, Porträt Annette Krebs von Thomas Winkler, Januar 2003, Taz-Berlin
- Porträt Annette Krebs, The Wire - Adventures In Modern Music (UK) #225 | 20th Anniversary Issue | November 2002
- Porträt Annette Krebs von Björn Gottstein, WDR-3, Studio Elektronische Musik - Stromlinie 14, Juni 2004

## Stipendien, Preise (Auswahl)
- 2019 Goethe-Institut, Förderung einer Gastspielreise nach Australien und Neuseeland mit Konstruktion#4
- 2017 Berliner Senatsverwaltung für Kultur und Europa, Recherchestipendium für Neue Musik und Klangkunst
- 2017 EMS Elektronmusik Studion Stockholm, Kompositionsstipendium für Konstruktion#3
- 2016 Akademie der Künste Berlin, Studio für Elektroakustische Musik, Arbeitsaufenthalt
- 2016 Goethe-Institut Förderung einer Gastspielreise nach Südamerika und Mexiko mit Konstruktion#2
- 2015 Festival Arte Sonoro Español FASE, Berlin Preisträgerin mit Konstruktion#1
- 2010 Cité Internationale des Arts, Paris Kompositionsstipendium der Berliner Senatsverwaltung für Wissenschaft, Forschung und Kultur